# Karabin P1851 Minie
Pattern 1851 Minié (także: The British Pattern 1851 Minié Rifle) – odprzodowy, kapiszonowy karabin jednostrzałowy, używany przez wojska imperium brytyjskiego w latach 1852 do 1855 r. Zastąpiony przez nowocześniejszy karabin Enfield P1853.

## Historia

### Powstanie
Karabin P1851 Minié był pierwszym karabinem wojskowym wyposażonym w lufę gwintowaną, przyjętym na wyposażenie brytyjskiej piechoty liniowej, gdzie zastąpił starszy gładkolufowy karabin P1842 (Pattern 1842 Musket).
Broń została przyjęta do uzbrojenia w 1851 r., a produkowana była w latach 1852–1855. Pierwsze 500 karabinów wyprodukowano pod koniec 1852 r. w Enfield Royal Ordnance Factory. Natomiast kolejne 23 000 egzemplarzy w 4 prywatnych firmach (po 5750 sztuk), w cenie 23 szylingów i 6 pensów za karabin.  Łącznie wyprodukowano 35 000 sztuk karabinów, z czego do kwietnia 1855 r. 34 000 wydano do służby wojskowej. 

### Wojna krymska
Po przystąpieniu Wielkiej Brytanii do wojny krymskiej większość piechoty (z nielicznymi wyjątkami) uzbrojona była w P1851, które stanowiły wtedy najbardziej zaawansowany karabin w brytyjskim arsenale broni strzeleckiej. Zapewniało to stronie brytyjskiej znaczną przewagę nad wojskami rosyjskimi, które w dużym stopniu nadal wyposażone były w broń gładkolufową. W czasie wojny odnotowano także kilka dalekodystansowych celnych strzałów z tego karabinu. O jednym z nich wspominał kapitan (a później pułkownik) Somerset John Gough-Calthorpe w swojej książce z 1858: Letters from Head-Quarters; Or, the Realities of the War in the Crimea. Mianowicie opisywał on przypadek  strzelca stojącego na pikiecie, który z dużej odległości postrzelił kozackiego oficera na białym koniu. Część obserwatorów twierdziła, że odległość przekraczała 1300 jardów, choć sam strzelec twierdził, że odległość wynosiła niewiele więcej jak 1000 jardów. 
Bardzo szybko na wyposażeniu wojsk brytyjskich pojawił sie jednak nowy i doskonalszy karabin –  Enfield P1853 o znacznie mniejszym kalibrze, który zaczął stopniowo zastępować P1851. Starsze karabiny zaczęto  wycofywać z jednostek liniowych do magazynów. Używana na froncie broń, często była już częściowo zużyta i niejednokrotnie uszkodzona. Dodatkowo warunki magazynowania często pozostawiały wiele do życzenia. Zdarzały się nawet przypadki, że karabiny składowano na świeżym powietrzu, wystawiając je na działanie czynników atmosferycznych. Ostatecznie podjęto decyzję o wyprzedaży zachowanych egzemplarzy, w perspektywie pełnego przezbrojenia się w Enfieldy.

### Wojna secesyjna
Po wybuchu wojny secesyjnej 14 900 karabinów P1851 zostało sprzedanych Skonfederowanym Stanom Ameryki, po 40–44 szylingów za sztukę. Konfederaci skupowali tę broń głównie między sierpniem 1861 a styczniem 1862 i pewne nieduże ilości latem 1862 r. Pomyślnie dostarczono 11 380 karabinów, natomiast 3520 szt., zostało przejętych w trakcie transportu morskiego przez flotę Unii.

### Powstanie styczniowe
Zmagazynowane P1851, z czasem zaczęto sprzedawać także na rynku cywilnym, zarówno osobom fizycznym jak i komercyjnym firmom. Prawdopodobnie tą drogą pewna ilość tej broni dotarła do Polski trafiając na wyposażenie powstańców styczniowych. W swoich wspomnieniach, pułkownik Józef Miniewski wzmiankował, iż przed wyprawą na Radziwiłłów jego oddział otrzymał dwa typy karabinów. Jednym z nich były karabiny angielskie dużego kalibru w opłakanym stanie, którymi mogły być właśnie P1851. Miniewski otrzymał 203 takich karabinów wraz z bagnetami oraz 1800 ładunkami. 

## Opis techniczny
Karabin P1851 Minié zewnętrznie bardzo przypominał wcześniejszy gładkolufowy P1842 (Pattern 1842 Musket). Lufa osadzona była w łożu za pomocą trzech klinów. Zamek kapiszonowy przejęto natomiast wprost z P1842. Używano też podobnego, nieznacznie zmodyfikowanego bagnetu o całkowitej długości 534 mm (21,25 cala) z 437 mm (17,25 cala) głownią. 
Zmiany w porównaniu do poprzedniego modelu opierały się na zmniejszeniu kalibru z .75 do .702 cala i zastosowaniu gwintowanej lufy z czterema szerokimi i dość głębokimi bruzdami, o jednakowej głębokości i skręcie 1:78. W karabinie zastosowano też nowoczesny celownik ramkowy, wyskalowany do 900 jardów. 
W karabinie używano pocisków Minié, różniących się jednak od francuskiego pierwowzoru. Brytyjski Minié był gładki, pozbawiony rowków smarowniczych. Spowodowane było to inną konstrukcją naboju, w którym pocisk ładowany był do lufy wraz z nasmarowaną częścią papierowej owijki. Podkalibrowy względem lufy pocisk o średnicy .690 cala wraz z owijką dopasowany był jednak tak ciasno, że po kilkunastu strzałach w wyniku zbierania się nagaru ładowanie broni stawało się problematyczne. Masa pocisku wynosiła około 44 gramów (680 granów). Pocisk posiadał grube ścianki dookoła otworu dennego, w którym umieszczano żelazny korek poprawiający rozszerzanie ścianek w momencie strzału. Pierwsze wersje pocisków miały zwężający się na całej długości kształt, co mogło spowodować krzywe osadzenie pocisku w lufie, co pogarszało celność. W późniejszych wersjach zaradzono temu, wprowadzając pociski o dłuższych nie zwężających się ściankach. 